# 漫遊者
漫遊者是一家位於德國的腳踏車、摩托車、汽車以及機器製造商。該公司由 Johann Baptist Winklhofer 和 Richard Adolf Jaenicke 於1896年成立，最初的名稱為 Winklhofer & Jaenicke。自1911年開始使用"漫遊者"品牌名稱，並在1941年生產民用汽車，後於1945年生產軍用車輛。

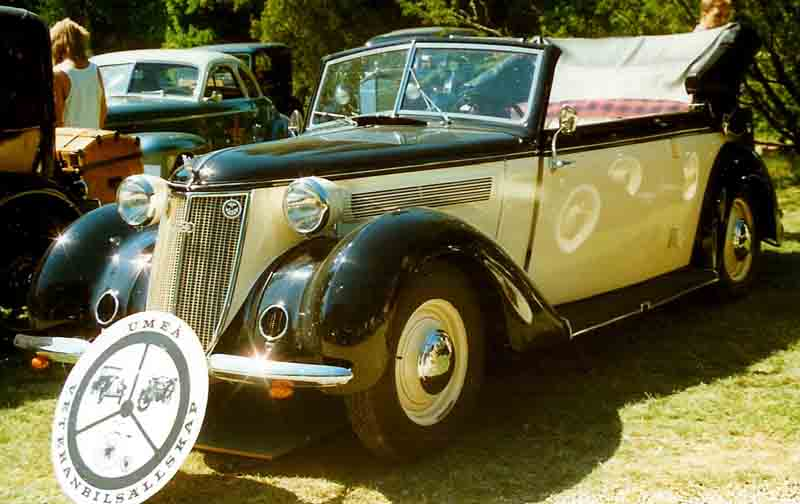
Wanderer W 23 Cabriolet 1938

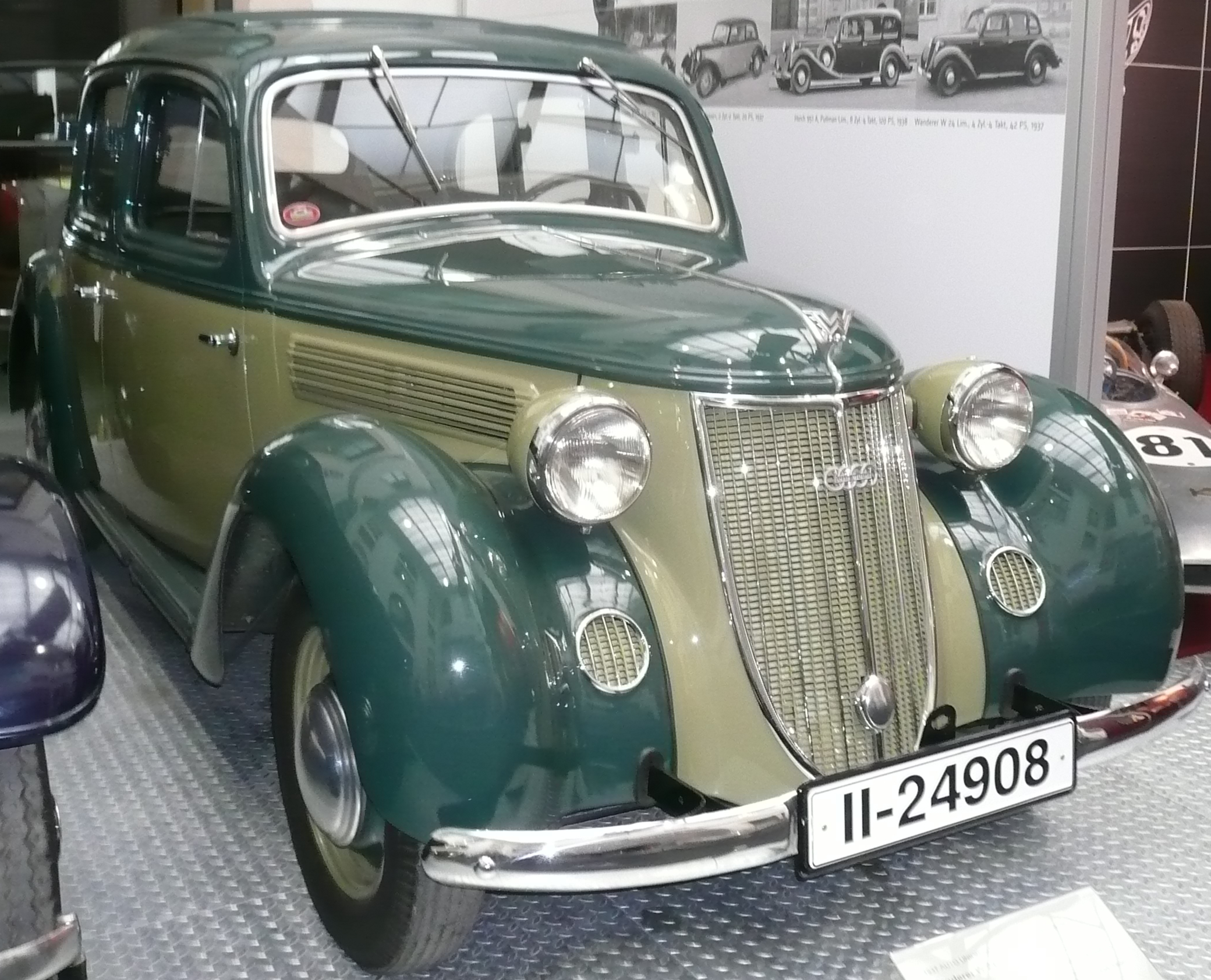
Wanderer W 24 1937

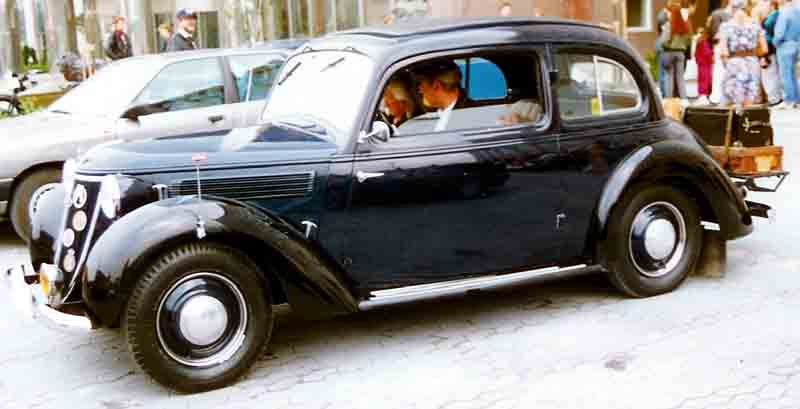
Wanderer W 24 1939

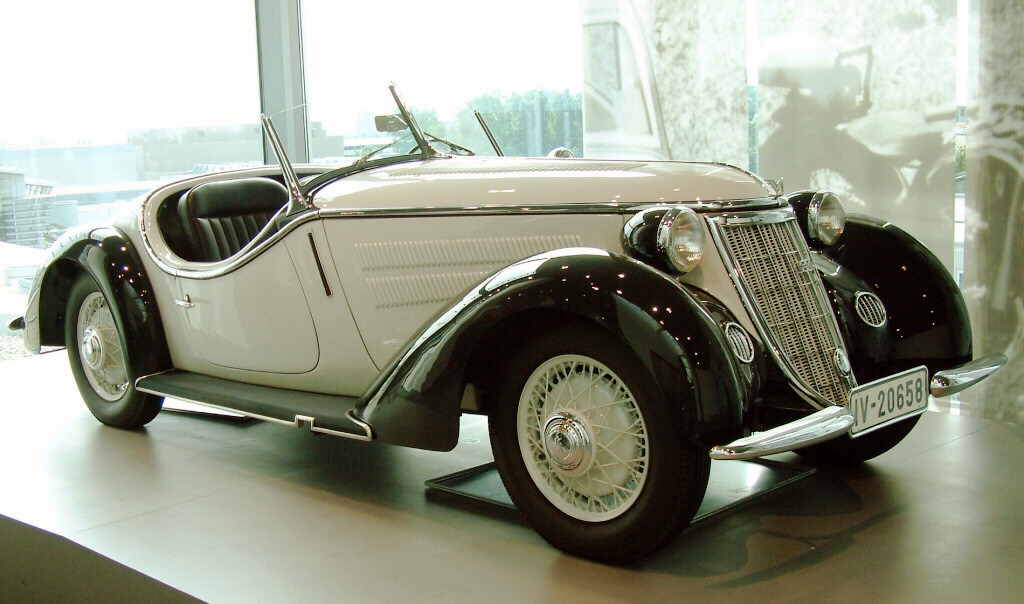
Wanderer W25K (1936–1938)

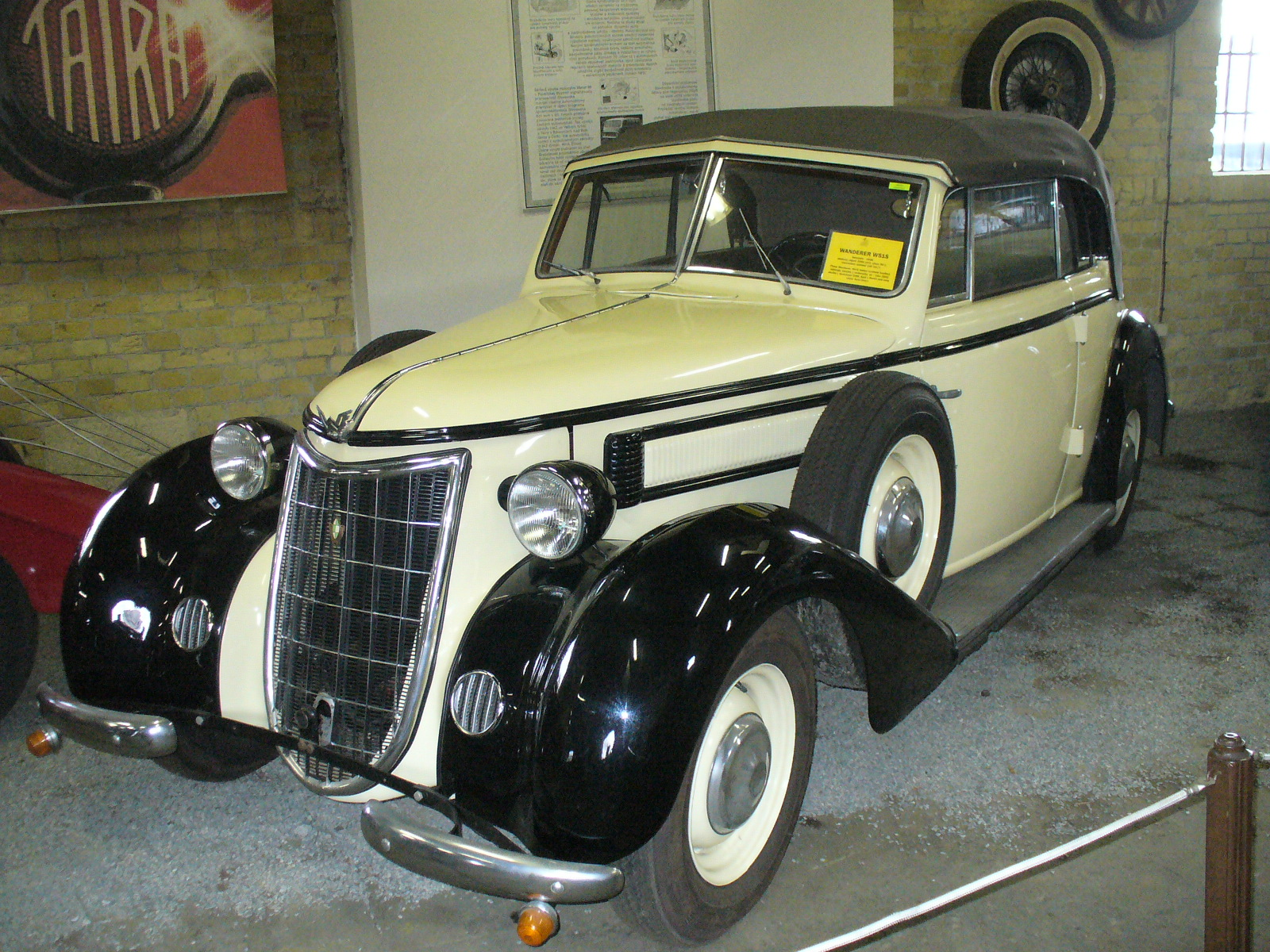
Wanderer W51S

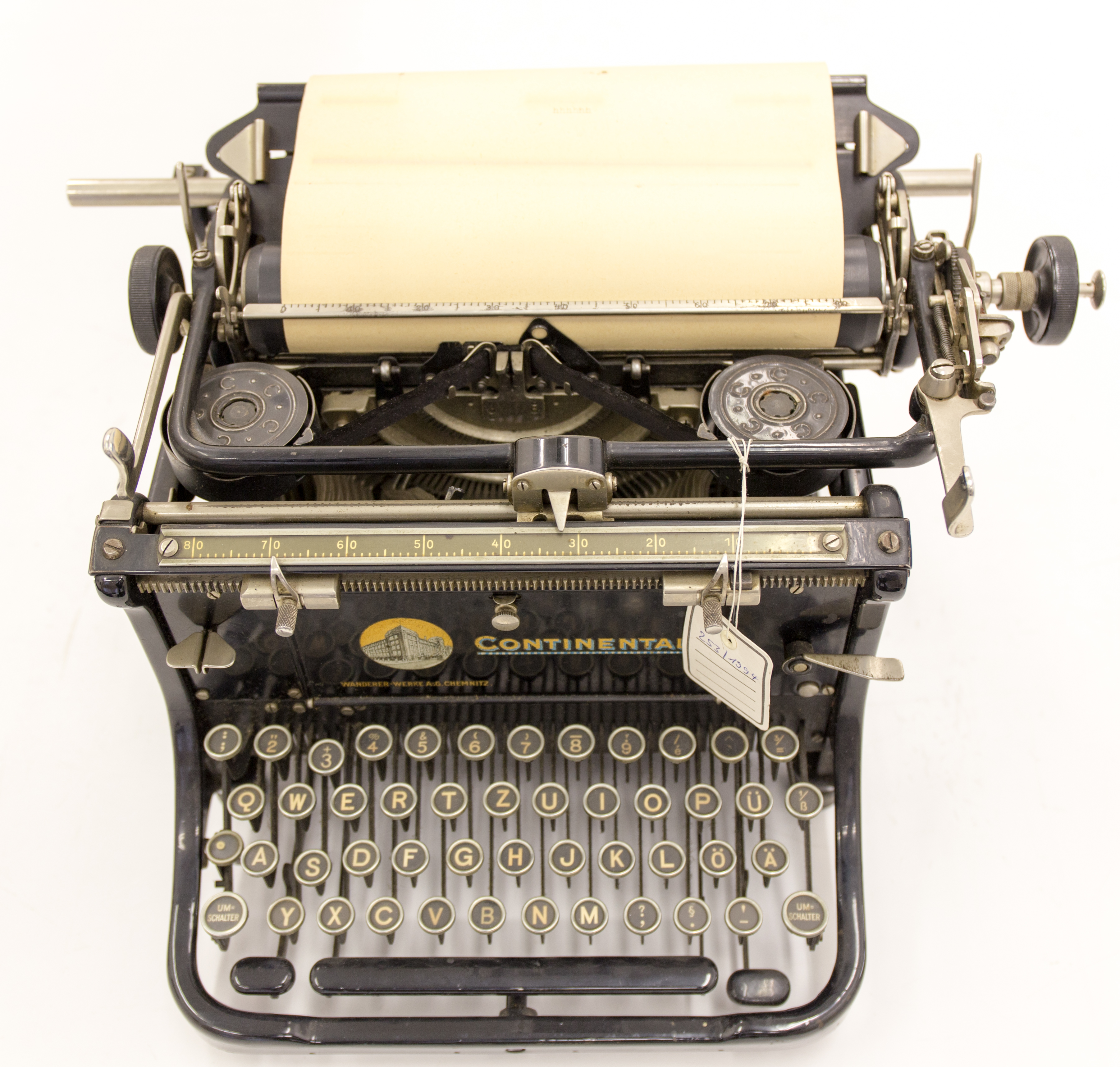
来自Wanderer的欧陆打字机，目前存放在歐洲文化博物館

## 外部連結
- Dates in the history of Wanderer - Audi USA
- AUTO UNION Sales Brochures 1939 （页面存档备份，存于）
- 有关漫遊者在德国经济学中央图书馆（ZBW）20世纪新闻档案中的Documents and clippings about。